# Wilhelm Schuster
Wilhelm Schuster (18. září 1806 – 29. ledna 1879) byl rakouský politik německé národnosti z Moravy, během revolučního roku 1848 poslanec Říšského sněmu.

## Biografie
Roku 1849 se uvádí jako Wilhelm Schuster, syndikus ve Frankstadtu (Frenštát pod Radhoštěm). Uvádí se etnicky jako Němec bez barvy (tedy bez výraznější národní a politické orientace).
Během revolučního roku 1848 se zapojil do veřejného dění. Ve volbách roku 1848 byl zvolen na ústavodárný Říšský sněm. Zastupoval volební obvod Příbor. Tehdy se uváděl coby syndikus. V letech 1863–1878 byl radním v Olomouci. Řadil se k sněmovní pravici.